# Thomas Roch Agniswami
 (mars 2023).
Si vous disposez d'ouvrages ou d'articles de référence ou si vous connaissez des sites web de qualité traitant du thème abordé ici, merci de compléter l'article en donnant les références utiles à sa vérifiabilité et en les liant à la section « Notes et références ».
Thomas Roch Agnisawami, né le 16 mars 1891 à Tiruchirapalli (Inde) et mort le 7 mai 1974  à Dindigul, Tamil Nadu (Inde), est un prêtre jésuite indien, deuxième évêque de Kottar de 1939 à 1968.

## Biographie
Thomas Roch Agniswami naît à Trichinopoly en 1891,,,.
Après des études universitaires aux Facultés Saint-Joseph, dans sa ville natale de Tiruchirapalli, Thomas entre au noviciat de la Compagnie de Jésus le 2 mai 1912, à Shembaganur, malgré la forte opposition de ses parents.
Le noviciat et juvénat terminés, il continue au même scolasticat de Shembaganur le juvénat et les études de philosophie (1916-1919). Il enseigne ensuite la physique et la chimie au collège jésuite de Madurai et fait les études de théologie préparatoire au sacerdoce au théologat de Kurseong (1921-1925). 
Ordonné prêtre le 25 novembre 1924 (à Kurseong) il est d’abord envoyé comme pasteur dans les paroisses de Kalugumalay (1925-1926), Marambady (1926-1930) et Dindigul (1930-1933) de la mission du Maduré ; il y dirige également les écoles élémentaires. De 1933 à 1935, il est curé à Tiruchirappalli, alors résidence principale de la mission. En 1935, il est nommé supérieur des jésuites de la région tout en restant curé de la paroisse. Et vicaire forane de Palayamkottai. 
Pour succéder à l’évêque de Kottar décédé en 1938, le pape Pie XI choisit le pasteur dynamique et zélé qui avait fait ses preuves comme vicaire forane à Palyamkottai. Malgré ses protestations Pie XII confirme la nomination de son prédécesseur. Thomas Roch Agniswami est ordonné évêque dans la basilique Saint-Pierre, à Rome, le 28 octobre 1939 par le pape Pie XII lui-même. Il se trouve en compagnie de 11 autres évêques missionnaires.
Le nouvel évêque se consacre alors entièrement au service de son diocèse de Kottar. Il parvient à un nette croissance de son diocèse, particulièrement en encourageant les vocations. On l’appelle l’ « architecte silencieux » car en quelques années, le nombre de postes missionnaires passe de 78 à 176 ; et le nombre de catholiques, de 120 000 à 260 000. Il y encourage vivement les mouvements de spiritualité et d’action laïcs tels que les Congrégations mariales, l’Action catholique et la Légion de Marie dont le nombre d’équipes augmente considérablement. 
Proche de son clergé, il promeut les vocations dans la population locale et ouvre pour elles un séminaire diocésain. Plusieurs congrégations religieuses sont invitées à œuvrer dans son diocèse. Il se trouve être un des rares évêques indiens à participer au concile Vatican II (1962-1965). 
Trois ans plus tard, en 1968 - fidèle aux nouvelles directives du concile - il remet sa démission, qui est acceptée le 23 novembre 1970. Après avoir dirigé durant 29 ans le diocèse de Kottar il se retire dans la communauté des jésuites de Dindigul où il meurt le 7 mai 1974,. Son corps est transféré à Kottar où il est inhumé dans l’antique chapelle Saint-François Xavier, aujourd'hui cathédrale du diocèse.